# Heidi Løke
Heidi Løke (* 12. Dezember 1982 in Tønsberg, Norwegen) ist eine norwegische Handballspielerin, die zuletzt bei Larvik HK spielte. Sie wurde zur Welthandballerin des Jahres 2011 gewählt.

## Karriere

### Im Verein
Nachdem Løke anfangs Fußball gespielt hatte, begann sie mit zehn Jahren das Handballspielen beim Sandefjorder Verein IL Runar. Im Jahre 2000 schloss sich die Kreisspielerin Larvik HK an. Auf ihrer Position konnte sich Løke jedoch nicht durchsetzen, sodass sie zwei Jahre in der zweiten Mannschaft spielte, die in der dritthöchsten Spielklasse antrat.
Ab dem Sommer 2002 lief Løke, die mit beiden Händen werfen kann, für den Erstligisten Gjerpen IF auf. Mit Gjerpen stieg sie ein Jahr später in die zweithöchste Spielklasse ab, konnte jedoch eine Saison später den direkten Wiederaufstieg feiern. Mit Gjerpen nahm sie in den Spielzeiten 2005/06 und 2006/07 am Europapokal der Pokalsieger teil. Im Januar 2007 wurde ihre Schwangerschaft bekannt, woraufhin Løke ihre Karriere unterbrach. Während ihrer Schwangerschaft nahm ihr damaliger Lebensgefährte Leif Gautestad ein Traineramt in Aalborg an. Daraufhin folgte Løke ihrem Partner und spielte beim dänischen Verein Aalborg DH.
Nachdem ihr Lebensgefährte entlassen worden war, spielte Løke die Saison 2007/08 zu Ende und kehrte daraufhin nach Larvik zurück. In der Saison 2008/09 gewann die Rechtshänderin mit Larvik die Meisterschaft und wurde mit 216 Toren Torschützenkönigin der norwegischen Eliteserien. In der folgenden Saison gewann sie wiederum Meisterschaft und wurde mit 204 Toren erneut Torschützenkönigin. In der Saison 2010/11 erzielte Løke 221 Tore in einer Spielzeit, wodurch sie gemeinsam mit Linn-Kristin Riegelhuth Koren den Ligarekord bis zum Jahr 2024 hielt. Bevor Løke im Sommer 2011 zum ungarischen Verein Győri ETO KC wechselte, gewann sie mit Larvik die Meisterschaft und die EHF Champions League. Mit Győri ETO KC gewann sie 2012, 2013, 2014, 2016 und 2017 die Meisterschaft sowie 2012, 2013, 2014, 2015 und 2016 den ungarischen Pokal. Zusätzlich gewann sie 2013, 2014 und 2017 die EHF Champions League. Im November 2016 gab sie ihre zweite Schwangerschaft bekannt. Ab der Saison 2017/18 stand sie beim norwegischen Verein Storhamar Håndball unter Vertrag. Im Sommer 2019 wollte Løke nach Larvik zurückkehren, jedoch wechselte sie aufgrund von finanziellen Schwierigkeiten des Vereins zu den Vipers Kristiansand. Ab Oktober 2021 pausierte sie aufgrund ihrer dritten Schwangerschaft. Im Sommer 2022 unterschrieb sie einen Drei-Jahres-Vertrag bei Larvik HK, womit sie im gegenseitigen Einvernehmen ein Jahr vorzeitig aus ihrem Vertrag bei Vipers entlassen wurde. Nach der Saison 2024/25 verließ sie Larvik.

### In der Nationalmannschaft
Heidi Løke gab am 7. April 2006 ihr Debüt in der norwegischen Handballnationalmannschaft. Im selben Jahr stand sie im erweiterten EM-Kader. Nach ihrer Schwangerschaft nahm Løke an der Europameisterschaft 2008 teil. Mit Norwegen gelang ihr der Titelgewinn. Ein Jahr später errang sie die Bronzemedaille bei der Weltmeisterschaft in China. Im Jahr 2010 verteidigte sie mit Norwegen den EM-Titel. Zusätzlich wurde Løke in das All-Star-Team des Turniers gewählt. Ein Jahr später gewann die Norwegerin den WM-Titel und wurde wiederum in das All-Star-Team berufen. Im Sommer 2012 nahm Løke an den Olympischen Spielen in London teil, wo sie die Goldmedaille gewann. Des Weiteren wurde sie in das All-Star-Team des Turniers gewählt. Bei der Europameisterschaft 2012 wurde sie erneut in das All-Star-Team gewählt. Hier stand sie mit Norwegen im Finale, welches gegen Montenegro verloren wurde. Bei der Weltmeisterschaft 2013 schied sie mit Norwegen im Viertelfinale aus. Im Turnierverlauf erzielte sie 21 Treffer in sechs Partien. Nachdem Løke im Juli 2014 ankündigte, dass sie eine Nationalmannschaftspause einlegt, kehrte sie schon im Oktober desselben Jahres in den Nationalkader zurück. Bei der Europameisterschaft 2014 gewann sie die Goldmedaille und wurde in das All-Star-Team gewählt. Ein Jahr später gewann sie ihren zweiten WM-Titel und sie wurde ebenfalls in das All-Star-Team gewählt. Bei den Olympischen Spielen 2016 in Rio de Janeiro gewann sie die Bronzemedaille. Ein Jahr später gewann Løke die Silbermedaille bei der Weltmeisterschaft in Deutschland.
Løke gewann bei der Europameisterschaft 2020 ihrem vierten EM-Titel. Im Turnierverlauf erzielte sie sieben Treffer.

### Als Trainerin
Løke ist seit März 2025 als Co-Trainerin der polnischen Nationalmannschaft tätig. Seit der Saison 2025/26 trainiert sie zusätzlich den norwegischen Drittligisten IL Runar.

### Erfolge
- norwegische Meisterin: 2008/09, 2009/10, 2010/11, 2019/20, 2020/21
- norwegische Pokalsiegerin: 2008/09, 2009/10, 2010/11, 2019/20, 2020/21
- ungarische Meisterin: 2011/12, 2012/13, 2013/14, 2015/16, 2016/17
- ungarische Pokalsiegerin: 2011/12, 2012/13, 2013/14, 2014/15, 2015/16
- EHF-Champions-League-Siegerin: 2010/11, 2012/13, 2013/14, 2016/17, 2020/21
- Goldmedaille bei den Olympischen Spielen: 2012
- Bronzemedaille bei den Olympischen Spielen: 2016
- Weltmeisterin: 2011, 2015
- Vize-Weltmeisterin: 2017
- Europameisterin: 2008, 2010, 2014, 2020
- Vize-Europameisterin: 2012

### Auszeichnungen
- Welthandballerin: 2011
- Spielerin des Jahres der Eliteserien: 2009, 2010, 2011[41]
- Wahl in das Allstar-Team: 2010 (EM), 2011 (WM), 2012 (OS), 2012 (EM), 2014 (EM)

## Sonstiges
Ein Foto Michael Heubergers, das Heidi Løke im Jahr 2011 bei einem Länderspiel zeigt, wurde von der Internationalen Handballföderation zum IHF-Welthandballfoto 2011 (IHF World Handball Photo of 2011) gekürt.

## Privates
Ihr Bruder Frank und ihre Schwester Lise sind ebenfalls bekannte Handballspieler.
Heidi Løke hatte eine Beziehung mit dem norwegischen Handballtrainer Leif Gautestad, deren gemeinsamen Sohn Alexander Løke Gautestad ebenfalls Handball spielt. Nachdem diese Beziehung im Jahre 2010 zerbrach, war sie mit dem norwegischen Handballtrainer Karl Erik Bøhn liiert. Im Dezember 2012 endete auch diese Beziehung.